# شينجي ايواتا
شينجي ايواتا (باليابانية: 岩田慎司؛ بالكانا: いわた しんじ) هو لاعب كرة قاعدة ياباني، ولد في 27 يناير 1987 في غيفو في اليابان.

## وصلات خارجية
- شينجي ايواتا على موقع الدوري الياباني لكرة القاعدة (الإنجليزية)
- شينجي ايواتا على موقعبيزبول رفرنس.كوم (الدوري الثانوي) (الإنجليزية)